# Transit Research and Attitude Control
Transit Research and Attitude Control (también denominado por su acrónimo, TRAAC) es un satélite artificial de la Armada de los Estados Unidos lanzado el 15 de noviembre de 1961 desde Cabo Cañaveral mediante un cohete Delta.

## Objetivo
La misión de TRAAC era investigar la validez del método de estabilización mediante gradiente gravitatorio para los satélites de navegación de la serie Transit.

## Características
- Masa: 109 kg